# Nikos Konstandopulos
Nikos Konstandopulos, gr. Νίκος Κωνσταντόπουλος (ur. 8 czerwca 1942 w Krestenie) – grecki polityk i prawnik, parlamentarzysta, w 1989 minister, współzałożyciel i w latach 1993–2004 przewodniczący partii Sinaspismos. Ojciec Zoi Konstandopulu, przewodniczącej Parlamentu Hellenów.

## Życiorys
Studiował prawo na Uniwersytecie Narodowym im. Kapodistriasa w Atenach, podejmując następnie praktykę w zawodzie prawnika.
W okresie junty czarnych pułkowników działał w lewicowej opozycyjnej Demokratycznej Obronie. W 1970 z przyczyn politycznych został aresztowany, następnie skazany na karę 8 lat pozbawienia wolności. Po upadku reżimu w 1974 znalazł się wśród założycieli Panhelleńskiego Ruchu Socjalistycznego, dołączając do komitetu centralnego tej partii. Został z niej jednak wykluczony w następnym roku, po czym działał w innych organizacjach lewicowych. W 1989 współtworzył Koalicję Ruchów Lewicy i Ekologii (Sinaspismos), w latach 1991–1992 przekształconą w jednolite ugrupowanie. W 1989 przez kilka miesięcy sprawował urząd ministra spraw wewnętrznych w krótkotrwałym gabinecie Dzanisa Dzanetakisa.
W latach 1990–1993 i ponownie od 1996 do 2007 przez cztery kadencje zasiadał w greckim parlamencie. Od 1993 do 2004 stał na czele Sinaspismos.